# Continente (revista)
Continente é uma revista cultural brasileira de periodicidade mensal, publicada pela Companhia Editora de Pernambuco. A revista foi publicada pela primeira vez em dezembro de 2000 com o nome de Continente Multicultural, adotando o nome atual em 2008. A revista aborda temas como arte, política e filosofia sob a ótica cultural, e cobre manifestações culturais pernambucanas, brasileiras e estrangeiras. Personalidades como Francisco Brennand e Ferreira Gullar contribuíram para a revista.
Uma revista-irmã, o Suplemento Pernambuco, voltado à literatura, é publicada pela mesma editora.

## Prêmios
Prêmio Vladimir Herzog
Menção Honrosa do Prêmio Vladimir Herzog por Arte
| Ano  | Obra                                                                     | Veículo de mídia               | Autor | Resultado |
| ---- | ------------------------------------------------------------------------ | ------------------------------ | --- | --------- |
| 2019 | Edição Ilustrada de 70 Anos da Declaração Universal dos Direitos Humanos | Revista Continente – Recife/PE | Celso Hartkopf Lopes Filho, João Lin, Laura Pascoal, Marília Feldhues, Mascaro, Maurício Nunes, Mello, Priscila Lins, Raoni Assis, Raul Luna, Raul Souza, Rodrigo Gafa, Roger Vieira, Simone Mendes, Thales Molina, Wictor Outro, Bia Melo, Biarritzzz, Catarina Dee Jah, Celso Filho, Clara Moreira, Clara Nogueira, Clara Simas, Eduardo Nóbrega, Felipe Vaz, Guilherme Moraes, Hana Luzia, Ianah, Isabela Stampanoni, Isabella Alves, Joana Liberal, Janio Santos, Hermano Ramos, André Valença, Arthur Braga, Raul Souza | Venceu    |